# هیتمن ۳
هیتمن ۳ (انگلیسی: Hitman 3) یک بازی ویدئویی در سبک مخفی‌کاری است که توسط آی‌او اینتراکتیو ساخته و منتشر شد. این بازی در ژانویه سال ۲۰۲۱ برای پلتفرم پلی‌استیشن ۴ پلی استیشن ۵ اکس باکس وان اکس‌باکس سری اکس و سری اس و مایکروسافت ویندوزمنتشر شد. این بازی هشتمین قسمت و ریمیک بازی هیتمن: قراردادها  به حساب می آید و همانند سری قبل در شش مکان برگزار می‌شود که می‌توان از این مکان‌ها به دبی و چین اشاره کرد.

## روند بازی
هیتمن۳ مانند بازی‌های پیش از خود یک بازی مخفی کاری است که از دید سوم شخص استفاده می‌کند و بازیکنان بار دیگر کنترل مامور ۴۷ را به دست می‌گیرند. در این بازی، ۴۷ به مکان‌های مختلف سفر می‌کند و به دستور سازمان ICA ترورهای قراردادی را انجام می‌دهد، داستان بازی در ادامه دو بازی هیتمن و هیتمن ۲ است. این بازی دارای شش مکان جدید است: دبی، دارت موور، برلین، چونگ‌کینگ، مندوسا و پایان بازی در کوه‌های کارپات، رومانی. دارندگان هیتمن یا هیتمن ۲ می‌توانند نقشه‌ها، سطح‌ها و پیشرفت‌های خود را به هیتمن ۳ وارد کنند که از نظر دارندگان  سه گانه هیتمن ، واقعآ قابلیت جذابی است.
مکان‌های جدید هیتمن ۳ شامل میانبرهای مداوم، ویژگی جدید گیم پلی این سری است. هر مرحله شامل چندین درب قفل شده‌است که فقط از یک طرف قابل باز شدن است. با باز شدن قفل، این درها در تمام مسیرهای بازی در آینده بازمی‌مانند و اجازه می‌دهند با سرعت بیشتری به مکان‌های خواسته شده برویم.
این بازی از قابلیت سازگاری پلی‌استیشن وی‌آر در نسخه پلی استیشن ۴ و همچنین پشتیبانی از پلی استیشن ۵ از طریق سازگاری با گذشته برخوردار است. عملکرد وی‌آر همچنین به صورت یکپارچه به عقب برای سطوح وارد شده از دو ورودی قبلی اعمال می‌شود. برخلاف هیتمن ۲، هیچ حالت چند نفره ای وجود ندارد، حالت Sniper Assassin که فقط یک‌نفره است و حالت Ghost Mode به‌طور کامل حذف شده‌است. با این حال، هیتمن ۳ حالت Contracts را حفظ کرده‌است، جایی که یک بازیکن می‌تواند تا پنج هدف را از طریق ۲۴ نقشه مجموعه را با قوانین و شرایطش انتخاب کند، این حالت پس از انجام ماموریت‌های اصلی، امکانات اضافی را به بازیکن می‌دهد.